# پیتر فیلی
پیتر فیلی (انگلیسی: Peter Feely؛ زادهٔ ۳ ژانویهٔ ۱۹۵۰) بازیکن فوتبال اهل بریتانیا است.
از باشگاه‌هایی که در آن بازی کرده‌است می‌توان به باشگاه فوتبال شفیلد ونزدی، باشگاه فوتبال فولام، باشگاه فوتبال چلسی، باشگاه فوتبال استوک‌پورت کانتی، باشگاه فوتبال گیلینگام، باشگاه فوتبال ای‌اف‌سی بورنموث، باشگاه فوتبال سلو تاون، و باشگاه فوتبال انفیلد ۱۸۹۳ اشاره کرد.